# Eleição municipal de Campos dos Goytacazes em 2024
A eleição municipal da cidade brasileira de Campos dos Goytacazes em 2024 ocorreu no dia 6 de outubro (primeiro turno) com o objetivo de eleger um prefeito, um vice-prefeito e 25 vereadores responsáveis pela administração da cidade no mandato a se iniciar em 1° de janeiro de 2025 e com término em 31 de dezembro de 2028. Se o candidato mais votado não atingir metade dos votos (50%) mais um, far-se-ia nova eleição, no dia 27 de outubro (domingo). O prefeito titular era Wladimir Garotinho, do PP, eleito em 2020 pelo PSD. Conforme a legislação eleitoral, Wladimir esteve apto a disputar sua reeleição.
Na campanha eleitoral, 7 candidatos disputaram o pleito. O primeiro turno foi realizado no dia 6 de outubro. O candidato à reeleição Wladimir Garotinho, do PP, venceu a disputa com 192.232 votos (69,11% dos votos válidos), superando a candidata Delegada Madeleine, do UNIÃO, que obteve 67.354 votos (24,22%).

## Calendário eleitoral
| Início        | Fim           | Atividades | Status    |
| ------------- | ------------- | --- | --------- |
| 7 de março    | 5 de abril    | Janela partidária para vereadores trocarem de partido visando concorrer às eleições sem perder o mandato. | Realizado |
| 6 de abril    | 6 de abril    | Data-limite para todas as legendas e federações partidárias obterem o registro dos estatutos no TSE e para todos os candidatos terem domicílio eleitoral na circunscrição em que desejam disputar as eleições com a filiação deferida pelo partido. | Realizado |
| 15 de maio    | 15 de maio    | Início da campanha de arrecadação prévia de recursos na modalidade de financiamento coletivo para pré-candidatos, sem realização de pedidos de voto e obedecendo a regras relativas à propaganda eleitoral na Internet.                             | Realizado |
| 20 de julho   | 5 de agosto   | Realização de convenções partidárias para deliberar sobre coligações e escolher candidatos às prefeituras e aos cargos de vereador. Os partidos têm até 15 de agosto para registrar os nomes na Justiça Eleitoral.                                  | Realizado |
| 16 de agosto  | 16 de agosto  | Início das campanhas eleitorais de forma igualitária, podendo qualquer publicidade ou manifestação com pedido explícito de voto antes da data ser considerada irregular e multada.                                                                  | Realizado |
| 30 de agosto  | 3 de outubro  | Veiculação da propaganda eleitoral gratuita no rádio e na televisão. | Realizado |
| 6 de outubro  | 6 de outubro  | Realização do primeiro turno das eleições municipais. | Realizado |
| 11 de outubro | 25 de outubro | Veiculação da propaganda eleitoral gratuita no rádio e na televisão para o segundo turno. | Realizado |
| 27 de outubro | 27 de outubro | Realização de um eventual segundo turno nas cidades com mais de 200 mil eleitores em que o candidato a prefeito mais votado não tenha atingido a metade mais um dos votos válidos.                                                                  | Realizado |

## Candidatos à prefeitura
|    | Prefeito(a)  | Prefeito(a)           | Prefeito(a)         | Prefeito(a) | Vice-prefeito(a) | Vice-prefeito(a) | Vice-prefeito(a)      | Vice-prefeito(a)    | Vice-prefeito(a)                                                    | Coligação Partido(s)                                                      | Ref.                |
| Nº | Candidato(a) | Candidato(a)          | Partido Federação   | Cargos relevantes | Candidato(a)     | Candidato(a)     | Candidato(a)          | Partido Federação   | Cargos relevantes                                                   | Coligação Partido(s)                                                      | Ref.                |
| -- | ------------ | --------------------- | ------------------- | --- | ---------------- | ---------------- | --------------------- | ------------------- | ------------------------------------------------------------------- | ------------------------------------------------------------------------- | ------------------- |
| 11 |              | Wladimir Garotinho    | PP                  | - Deputado federal pelo Rio de Janeiro (2019–2021); - Prefeito de Campos dos Goytacazes (2021–presente)                                                                                      |                  |                  | Frederico Paes        | MDB                 | - Vice-prefeito de Campos dos Goytacazes (2021–presente)            | O Trabalho Só Começou PP, MDB, Agir, Avante, PL, PDT, PODE e Republicanos | [ 7 ] [ 8 ] [ 9 ]   |
| 13 |              | Jefferson de Azevedo  | PT FE Brasil        | - Professor e ex-reitor do Instituto Federal Fluminense (IFF) |                  |                  | Mayra Freitas         | PCdoB FE Brasil     | - Petroleira                                                        | Sem coligação                                                             | [ 7 ] [ 10 ] [ 11 ] |
| 18 |              | Fabrício Lírio        | REDE Fed. PSOL REDE | - Jornalista |                  |                  | Vanessa da Enfermagem | REDE Fed. PSOL REDE | - Enfermeira                                                        | Sem coligação                                                             | [ 7 ] [ 12 ]        |
| 25 |              | Raphael Thuin         | PRD                 | - Vereador de Campos dos Goytacazes (2021–2024) |                  |                  | Clodomir Crespo       | DC                  | - Presidente municipal do partido Democracia Cristã e empresário.   | Liberdade, Emprego e Dignidade PRD, DC e PMB                              | [ 7 ] [ 13 ] [ 14 ] |
| 28 |              | Pastor Fernando       | PRTB                | - Psicólogo |                  |                  | Dr. Carlito           | PRTB                | - Médico                                                            | Sem coligação                                                             | [ 7 ]               |
| 30 |              | Dr. Alexandre Buchaul | NOVO                | - Cirurgião-dentista; - Ex-membro da Associação Brasileira de Odontologia (Aborj-RJ), do Sindicato dos Cirurgiões Dentistas do Rio de Janeiro e do Conselho Regional de Odontologia (CRO-RJ) |                  |                  | Isaac Vieira          | NOVO                | - Teólogo, formado em História e pós-graduado em Gestão Ministerial | Sem coligação                                                             | [ 7 ] [ 15 ] [ 16 ] |
| 44 |              | Delegada Madeleine    | UNIÃO               | - Delegada da Delegacia de Atendimento à Mulher (DEAM) de Campos dos Goytacazes |                  |                  | Ozielzinho            | PSB                 | - Empresário                                                        | Campos Pode Mais UNIÃO, PSD, PSB, Solidariedade e Fed. PSDB Cidadania     | [ 7 ] [ 17 ] [ 18 ] |

### Desistências
- Sérgio Mendes (Cidadania) – Ex-prefeito de Campos dos Goytacazes (1993–1996). Desistiu de sua candidatura optando por coordenar a campanha do partido para vereadores.[19]
- Carla Machado (PT) – Ex-prefeita de São João da Barra (2017–2022) e deputada estadual do Rio de Janeiro (2023–presente). Teve sua candidatura retirada em 18 de junho de 2024 pelo partido após a decisão do Tribunal Superior Eleitoral, visto que a política foi eleita a deputada estadual dois anos após de ser reeleita no município de São João da Barra, o que impede de ter um eventual terceiro mandato.[20]
- Jorge Magal (Solidariedade) – Ex-vereador de Campos dos Goytacazes. Teve a candidatura retirada em 23 de julho de 2024 pelo partido em apoio à de Madeleine Dykeman, do UNIÃO.[21]
- Edmar Ptak (Agir) – Ex-presidente municipal do partido Agir. Teve a candidatura retirada em 21 de julho de 2024 após o partido confirmar coligação com o PP, em apoio a candidatura de Wladimir Garotinho.[22]
- Thiago Rangel (PMB) – Vereador de Campos dos Goytacazes, deputado estadual do Rio de Janeiro (2023–presente) e presidente da Comissão Minas e Energia. Retirou sua candidatura em 5 de agosto após ele e o partido anunciarem o apoio à candidatura de Raphael Thuin.[13][14]
- Clodomir Crespo (DC) – Presidente municipal do partido Democracia Cristã e empresário. Abriu mão de sua candidatura para ser vice na chapa de Thuin.[13]

## Pesquisas pré-eleitorais
As pesquisas buscam analisar como seria o resultado da eleição se ela ocorresse no dia em que os dados dos entrevistados foram coletados, não tendo como objetivo pela porcentagem de confiança, prever o resultado final da eleição.

### Primeiro turno
| Fonte         | Data(s) conduzida(s) | Amostragem  | Garotinho PP                                                              | Dykeman UNIÃO                                                             | Azevedo PT                                                                | Thuin PRD                                                                 | Lírio REDE                                                                | Buchaul NOVO                                                              | Fernando PRTB                                                             | Abst. Indec.                                                              | Vantagem                                                                  | Ref.                                                                      |      |   |   |       |     |        |
| ------------- | -------------------- | ----------- | ------------------------------------------------------------------------- | ------------------------------------------------------------------------- | ------------------------------------------------------------------------- | ------------------------------------------------------------------------- | ------------------------------------------------------------------------- | ------------------------------------------------------------------------- | ------------------------------------------------------------------------- | ------------------------------------------------------------------------- | ------------------------------------------------------------------------- | ------------------------------------------------------------------------- | ---- | - | - | ----- | --- | ------ |
| Fonte         | Data(s) conduzida(s) | Amostragem  | Paraná Pesquisas                                                          | 22-25/Ago/2024                                                            | 710                                                                       | 31,8%                                                                     | 5,8%                                                                      | 0,8%                                                                      | 0,1%                                                                      | Abst. Indec.                                                              | Vantagem                                                                  | Ref.                                                                      | 0,1% | – | – | 60,2% | 26% | [ 23 ] |
| 63%           | 17,9%                | 2,7%        | Paraná Pesquisas                                                          | 22-25/Ago/2024                                                            | 710                                                                       | 2,5%                                                                      | 1,1%                                                                      | 0,6%                                                                      | 0,1%                                                                      | 14%                                                                       | 45,9%                                                                     |                                                                           |      |   |   |       |     | [ 23 ] |
| 5/Ago/2024    | 5/Ago/2024           | 5/Ago/2024  | Clodomir Crespo (DC) e Thiago Rangel (PMB) desistem de suas candidaturas. | Clodomir Crespo (DC) e Thiago Rangel (PMB) desistem de suas candidaturas. | Clodomir Crespo (DC) e Thiago Rangel (PMB) desistem de suas candidaturas. | Clodomir Crespo (DC) e Thiago Rangel (PMB) desistem de suas candidaturas. | Clodomir Crespo (DC) e Thiago Rangel (PMB) desistem de suas candidaturas. | Clodomir Crespo (DC) e Thiago Rangel (PMB) desistem de suas candidaturas. | Clodomir Crespo (DC) e Thiago Rangel (PMB) desistem de suas candidaturas. | Clodomir Crespo (DC) e Thiago Rangel (PMB) desistem de suas candidaturas. | Clodomir Crespo (DC) e Thiago Rangel (PMB) desistem de suas candidaturas. | Clodomir Crespo (DC) e Thiago Rangel (PMB) desistem de suas candidaturas. |      |   |   |       |     |        |
| 23/Jul/2024   | 23/Jul/2024          | 23/Jul/2024 | Jorge Magal (Solidariedade) retira sua pré-candidatura.                   | Jorge Magal (Solidariedade) retira sua pré-candidatura.                   | Jorge Magal (Solidariedade) retira sua pré-candidatura.                   | Jorge Magal (Solidariedade) retira sua pré-candidatura.                   | Jorge Magal (Solidariedade) retira sua pré-candidatura.                   | Jorge Magal (Solidariedade) retira sua pré-candidatura.                   | Jorge Magal (Solidariedade) retira sua pré-candidatura.                   | Jorge Magal (Solidariedade) retira sua pré-candidatura.                   | Jorge Magal (Solidariedade) retira sua pré-candidatura.                   | Jorge Magal (Solidariedade) retira sua pré-candidatura.                   |      |   |   |       |     |        |
| 21/Jul/2024   | 21/Jul/2024          | 21/Jul/2024 | Edmar Ptak (Agir) retira sua pré-candidatura.                             | Edmar Ptak (Agir) retira sua pré-candidatura.                             | Edmar Ptak (Agir) retira sua pré-candidatura.                             | Edmar Ptak (Agir) retira sua pré-candidatura.                             | Edmar Ptak (Agir) retira sua pré-candidatura.                             | Edmar Ptak (Agir) retira sua pré-candidatura.                             | Edmar Ptak (Agir) retira sua pré-candidatura.                             | Edmar Ptak (Agir) retira sua pré-candidatura.                             | Edmar Ptak (Agir) retira sua pré-candidatura.                             | Edmar Ptak (Agir) retira sua pré-candidatura.                             |      |   |   |       |     |        |
| 18/Jul/2024   | 18/Jul/2024          | 18/Jul/2024 | Devido à decisão do TSE, Carla Machado (PT) retira sua pré-candidatura.   | Devido à decisão do TSE, Carla Machado (PT) retira sua pré-candidatura.   | Devido à decisão do TSE, Carla Machado (PT) retira sua pré-candidatura.   | Devido à decisão do TSE, Carla Machado (PT) retira sua pré-candidatura.   | Devido à decisão do TSE, Carla Machado (PT) retira sua pré-candidatura.   | Devido à decisão do TSE, Carla Machado (PT) retira sua pré-candidatura.   | Devido à decisão do TSE, Carla Machado (PT) retira sua pré-candidatura.   | Devido à decisão do TSE, Carla Machado (PT) retira sua pré-candidatura.   | Devido à decisão do TSE, Carla Machado (PT) retira sua pré-candidatura.   | Devido à decisão do TSE, Carla Machado (PT) retira sua pré-candidatura.   |      |   |   |       |     |        |
| Fonte         | Data(s) conduzida(s) | Amostragem  | Garotinho PP                                                              | Machado PT                                                                | Dykeman UNIÃO                                                             | Rangel PMB                                                                | Buchaul NOVO                                                              | Azevedo PT                                                                | Magal Solidariedade                                                       | Abst. Indec.                                                              | Vantagem                                                                  | Ref.                                                                      |      |   |   |       |     |        |
| Fonte         | Data(s) conduzida(s) | Amostragem  |                                                                           |                                                                           |                                                                           |                                                                           |                                                                           |                                                                           |                                                                           | Abst. Indec.                                                              | Vantagem                                                                  | Ref.                                                                      |      |   |   |       |     |        |
| Prefab Future | 26/Abr/2024          | 1.002       | 53,7%                                                                     | 18,7%                                                                     | 6,8%                                                                      | 2,5%                                                                      | 0,6%                                                                      | 0,6%                                                                      | 0,5%                                                                      | 16,6%                                                                     | 34%                                                                       | [ 24 ]                                                                    |      |   |   |       |     |        |

## Resultados

### Prefeito
| Candidato(a) a prefeito | Candidato(a) a prefeito    | Candidato(a) a vice-prefeito | 1º turno 6 de outubro de 2024 | 1º turno 6 de outubro de 2024 |
| Candidato(a) a prefeito | Candidato(a) a prefeito    | Candidato(a) a vice-prefeito | Total                         | %                             |
| ----------------------- | -------------------------- | ---------------------------- | ----------------------------- | ----------------------------- |
|                         | Wladimir Garotinho (PP)    | Frederico Paes (MDB)         | 192.232                       | 69,11%                        |
|                         | Delegada Madeleine (UNIÃO) | Ozielzinho (PSB)             | 67.354                        | 24,22%                        |
|                         | Professor Jefferson (PT)   | Mayra Freitas (PCdoB)        | 13.222                        | 4,75%                         |
|                         | Thuin (PRD)                | Clodomir Crespo (DC)         | 2.490                         | 0,90%                         |
|                         | Dr. Buchaul (NOVO)         | Isaac Vieira (NOVO)          | 1.801                         | 0,65%                         |
|                         | Fabrício Lírio (REDE)      | Vanessa da Enfermagem (REDE) | 598                           | 0,21%                         |
|                         | Pastor Fernando (PRTB)     | Dr. Carlito (PRTB)           | 450                           | 1,89%                         |
| Total de votos válidos  | Total de votos válidos     | Total de votos válidos       | 278.147                       | 95,17%                        |
| Votos em branco         | Votos em branco            | Votos em branco              | 4.660                         | 1,59%                         |
| Votos nulos             | Votos nulos                | Votos nulos                  | 9.444                         | 3,23%                         |
| Total                   | Total                      | Total                        | 292.251                       | 78,24%                        |
| Abstenções              | Abstenções                 | Abstenções                   | 81.292                        | 21,76%                        |
| Eleitorado apto         | Eleitorado apto            | Eleitorado apto              | 373.543                       | 373.543                       |
| Total de seções: 1.141  |                            |                              |                               |                               |
| Fontes: TSE             |                            |                              |                               |                               |